# Néstor Gonçálves
Néstor Gonçálves, né le 27 avril 1936 à Baltasar Brum dans le département d'Artigas (Uruguay)
et mort le 29 décembre 2016 à Montevideo (Uruguay), est un footballeur international uruguayen.

## Carrière
Surnommé Tito, ce milieu de terrain réalise toute sa carrière au CA Peñarol, où en treize saisons il participe à un record de 571 matchs sous le maillot aurinegro et remporte neuf titres de champion d'Uruguay, trois Copa Libertadores et deux Coupes intercontinentales.
Sélectionné à cinquante reprises en équipe nationale, il participe aux Copa América de 1957 et 1959 puis aux Coupes du monde de 1962 et 1966.

### Mort
Il meurt le 29 décembre 2016 à 80 ans.